# Lakeshore (Ontario)
Lakeshore  [ˈleɪ̯kˌʃɔɹ] ist eine Stadt in Essex County im Südosten von Ontario in Kanada. Die Einwohnerzahl liegt bei 36.611 und die Stadt hat eine Fläche von 530,33 km².
In der Gemeinde lebt eine größere Anzahl von Franko-Ontariern. Obwohl Ontario offiziell nicht zweisprachig ist, fördert die Gemeinde die französische Sprachnutzung auf Gemeindeebene und gehört auch der Association française des municipalités d’Ontario (AFMO) an.